# Arenys de Lledó (kommun)
Arenys de Lledó / Arens de Lledó är en kommun i Spanien.   Den ligger i provinsen Provincia de Teruel och regionen Aragonien, i den östra delen av landet, 300 km öster om huvudstaden Madrid. Antalet invånare är 205.